# Comte de Clarendon

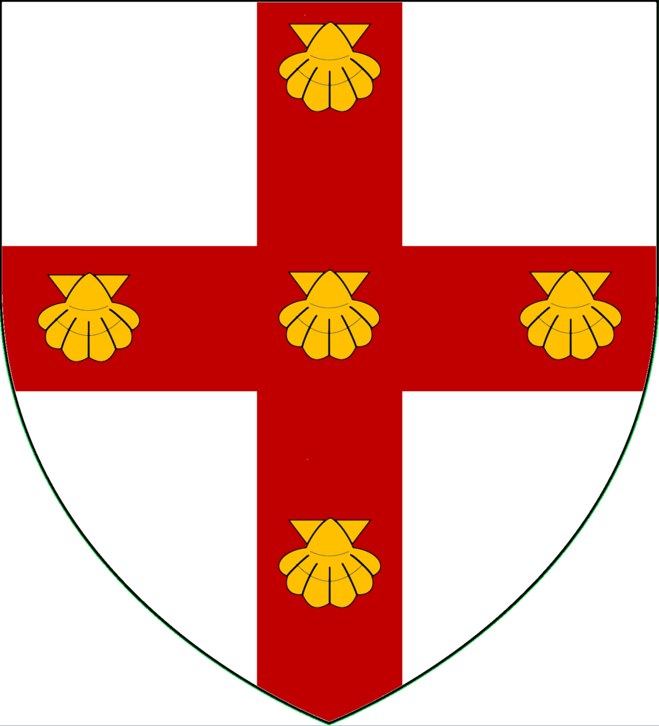
Blason des comtes de Clarendon de la famille Villiers.

Comte de Clarendon (Earl of Clarendon) est un titre de noblesse créé à deux reprises dans la pairie d'Angleterre, en 1661 et en 1776.

## Liste des comtes de Clarendon

### Première création (1661)
- 1661-1674 : Edward Hyde (1609-1674)
- 1674-1709 : Henry Hyde (1638-1709), fils du précédent
- 1709-1723 : Edward Hyde (1661-1723), fils du précédent
- 1723-1753 : Henry Hyde (1672-1753), cousin du précédent

Le titre s'éteint à la mort du quatrième comte dont le seul fils, Henry Hyde, est mort quelques mois avant lui.

### Deuxième création (1776)
- 1776-1786 : Thomas Villiers (1709-1786)
- 1786-1824 : Thomas Villiers (1753-1824), fils du précédent
- 1824-1838 : John Villiers (1753-1824), frère du précédent
- 1838-1870 : George Villiers (1800-1870), neveu du précédent
- 1870-1914 : Edward Villiers (1846-1914), fils du précédent
- 1914-1955 : George Villiers (1877-1955), fils du précédent
- 1955-2009 : Laurence Villiers (en) (1933-2009), petit-fils du précédent
- depuis 2009 : George Villiers (né en 1976), fils du précédent